# Presa Necaxa
La Presa de Necaxa está construida sobre el antiguo pueblo de Necaxa, en el municipio de Juan Galindo, en el estado de Puebla en México.

## Historia
A finales del siglo XIX un doctor francés Arnold Vaquie se percató de las potencialidades energéticas de los ríos de la región de Huauchinango que se precipitaban por los acantilados. Solicitó entonces al gobierno mexicano la concesión para aprovechar como fuerza motriz las aguas del río Necaxa y formó una empresa para la generación de electricidad con el objetivo de producir carburo de calcio para minas cercanas como Pachuca.
Sin embargo, como los fondos que se requerían para emprender las obras eran cuantiosos, esto sin contar el atraso en los honorarios del doctor y desacuerdos con el gobierno, el proyecto fue pausado. En 1902 esa empresa tuvo que vender sus derechos y propiedades a la Mexican Light and Power Company, una sociedad anónima anglocanadiense. 
A través de la Mexican Light and Power Company es como fue construido el Sistema Hidroeléctrico de Necaxa por el reconocido ingeniero estadounidense Frederick Stark Pearson, basado en la explotación de los ríos Necaxa, Tenango, Xaltepuxtla y sus afluentes, incluyendo sus grandes caídas de agua; bajo el visto bueno del gobierno mexicano en ese entonces a cargo de Porfirio Díaz.
Esta fue la primera presa para generación de energía eléctrica del país, y para su inauguración, en 1905, era la mayor y más moderna planta de producción hidroeléctrica del mundo.

## Ubicación
Se encuentra sobre la carretera libre a Tuxpan, en dirección sur del lado derecho; se tiene que recorrer 23 km de autopista desde Tulancingo, posteriormente termina y es vía libre.